# GLAY rare collectives vol.1 y vol.2
GLAY Rare Collectives vol. 1 and 2 son el tercer y cuarto álbum recopilatorio lanzado de la banda de rock japonés, GLAY. A diferencia de Review ~Best of Glay~ y DRIVE ~GLAY complete BEST~, estos dos CD son doble disco y cuentan con cara B con canciones "mata koko de aimashou", así como algunas otras canciones originalmente usado para diferentes obras y no aparece en ninguno de sus álbumes o singles. El primer volumen cuenta con la canción original "Shiawase ni naru, sono toki ni", mientras que el segundo volumen contó con la entonces recién lanzado canción "Itsuka".

## Lista de canciones

### Volumen 1
Disco 1
1. Life ~tooi sora no shita de~ (Life ～遠い空の下で～?)
2. Innocence
3. Regret
4. Gone With The Wind
5. Acid Head
6. Believe in fate
7. Together(new version with orchestra)
8. haru wo ai suru hito (春を愛する人)
9. I'm yours
10. Little Lovebirds
11. doku Rokku (Rock) (毒ロック)
12. Sutoroberii Sheiku (Strawberry Shake) (ストロベリーシェイク)
13. It's dying It's not dying
14. shiwase ni naru, sono toki ni (幸せになる、その時に)

Disco 2
1. Innocence (Live Version 1995.6.12 in Shibuya Kokaido）
2. mitsumeteitai (見つめていたい, from GLAY Tour '98 pure soul Pamphlet CD）
3. Sabaibaru (Survival) (サバイバル, Live Version 99.3.10 In Tokyo Dome)
4. Misery (from The Album「hide TRIBUTE SPIRITS」）
5. Misery (GLAY Expo'99 Survival Live Version)
6. koko dewanai, dokoka e (ここではない、どこかへ, GLAY Expo'99 Survival Live Version)
7. hitohira no jiyuu (ひとひらの自由, GLAY Expo 2001 "Global Communication In Kyushu Version)

### Volumen 2
Disco 1
1. Young oh! oh!
2. Hello My Life
3. summer FM
4. Rock Icon
5. Good Bye Bye Sunday
6. Time
7. Why Don't We Make You Happy
8. Good Morning N.Y.C
9. Back Up
10. Super Ball 425
11. sotsugyou made, ato sukoshi (卒業まで、あと少し)
12. Brothel Creepers
13. itsuka (いつか)

Disco 2
1. 17bars (Instrumental)
2. Cynical
3. neuromancer
4. Ai (アイ)
5. Surf Rider
6. Giant Strong Faust Super Star
7. 17ans
8. I'm yours (Knightmare mix'99)
9. dosanko shiisaa (道産子シーサー)